# 吴炉镇
吴炉镇，是中华人民共和国辽宁省大連市庄河市下辖的一个乡镇级行政单位。

## 行政区划
吴炉镇下辖以下地区：
吴炉村、曹隈村、小房身村、光华村、三尖泡村、英烈士村、平山村、桥上村、小孤山村、殿义村、徐营村、榆树房村、龙母村和和平村。